# Dreamer
《Dreamer》是荷兰DJ馬汀·蓋瑞克斯制作并主唱，美国灵魂乐歌手麥克·楊参与伴唱的单曲。歌曲同音乐视频发行于2018年11月1日，这首歌献给了楊的妻子莉迪亚（Lydia），她于2018年初去世。

## 背景
2018年8月，盖瑞斯宣布可能将与楊进行合作。在一次采访中，他谈到了与街头艺人楊的此次合作以及他的声音给盖瑞斯留下的印象。盖瑞斯说：“他是位了不起的歌手。我看过他在纽约地铁唱歌的视频。他的故事……他已经在地铁唱了38年。我邀请了他前往阿姆斯特丹，我们用吉他在船上创作音乐，度过了美妙的一周。”
楊还谈到，他对盖瑞斯会与像他这样的“60岁老人”合作感到惊讶。他在推特上说“这家伙……可以和任何人共事。为什么他选择和我这样的60岁老人合作，让人百思不得其解……马丁，谢谢你给我这个机会，我爱你伙计。”

## 评价
《Dreamer》被形容为“体现了他（楊）重返聚光灯下令人兴奋的感觉，充满了希望、力量且积极向上，他将情感深刻地表达在了盖瑞斯的流行音乐中。”歌曲以“福音风格的合唱团和声”结尾。它也被称为“新式盖瑞斯风格”，包括“融合了流行乐和R&B的人声和类似布鲁斯的态度。”歌曲的一大特点是逐渐增强的人声伴唱。
《Dreamer》由“楊积极向上的人声和盖瑞斯指挥的复古电音组成，与福音风格的合唱团和声融为一体”，是“一首关于追逐梦想的励志歌曲”。

## 音乐视频
《Dreamer》的音乐视频与单曲于同一天发布在YouTube上，楊在纽约地铁演唱了这首歌，这是他开始街头艺人生涯的地方。
视频记录了楊在纽约地铁中的演艺经历，后来他成功加入了位于布鲁克林的项目，并最终与盖瑞斯在阿姆斯特丹的工作室会面，他们最终在工作室完成了《Dreamer》的录制。

## 榜单

### 周榜
| 榜单（2018年）                               | 最高排名 |
| -------------------------------------------- | -------- |
| 比利时佛兰德（Ultratip榜外單曲榜）           | 17       |
| 比利时瓦隆（Ultratip榜外單曲榜）             | 31       |
| 荷兰（荷蘭四十強單曲榜）                     | 28       |
| 瑞典（瑞典最熱榜）                           | 73       |
| 美國（《告示牌》Hot Dance/Electronic Songs） | 31       |

### 年终榜
| 榜单（2019年）             | 排名 |
| -------------------------- | ---- |
| 葡萄牙（葡萄牙唱片业协会） | 2742 |